# Карси-Дуже
Карси-Дуже (пол. Karsy Duże) — село в Польщі, у гміні Пацанув Буського повіту Свентокшиського воєводства.
Населення — 61 особа (2011).
У 1975-1998 роках село належало до Келецького воєводства.

## Демографія
Демографічна структура на день 31 березня 2011 року:
|          | Загалом | Допрацездатний вік | Працездатний вік | Постпрацездатний вік |
| -------- | ------- | ------------------ | ---------------- | -------------------- |
| Чоловіки | 30      | 5                  | 18               | 7                    |
| Жінки    | 31      | 4                  | 16               | 11                   |
| Разом    | 61      | 9                  | 34               | 18                   |